# Panzerarmee Afrika
La Panzerarmée Afrika (en français : Armée blindée d'Afrique) est une unité de la taille d'une armée de blindés allemande qui a servi dans la Wehrmacht pendant la Seconde Guerre mondiale en Afrique du Nord.
La Panzerarmee Afrika est formée le 30 janvier 1942 par la redésignation du Panzergruppe Afrika. Elle a pris part à la bataille de Gazala, qui a mené à la capture de Tobrouk, et plus tard à la seconde bataille d'El Alamein.
Elle est renommée Deutsch-Italienische Panzerarmee le 1er mai 1942.

## Organisation

### Commandant
| Début             | fin               | Grade                    | Commandant     |
| ----------------- | ----------------- | ------------------------ | -------------- |
| 30 janvier 1942   | 9 mars 1942       | Generalfeldmarschall     | Erwin Rommel   |
| 9 mars 1942       | 19 mars 1942      | General der Panzertruppe | Ludwig Crüwell |
| 19 mars 1942      | 22 septembre 1942 | Generalfeldmarschall     | Erwin Rommel   |
| 22 septembre 1942 | 1er octobre 1942  | General der Kavallerie   | Georg Stumme   |

### Chef d'état-major
| Début           | fin              | Grade        | Commandant   |
| --------------- | ---------------- | ------------ | ------------ |
| 30 janvier 1942 | 1er octobre 1942 | Generalmajor | Alfred Gause |

### Chef des Opérations (Ia)
| Début                            | fin              | Grade              | Commandant         |
| -------------------------------- | ---------------- | ------------------ | ------------------ |
| 30 janvier 1942 19 novembre 1942 | Oberst i.G.      | Siegfried Westphal |                    |
| 1er octobre 1942                 | 19 novembre 1942 | Oberstleutnant     | Bogislaw von Bonin |

## Zones d'opérations
- Afrique du Nord: Janvier 1942 - Octobre 1942

## Ordres de bataille
- Stab der Armee
- Deutsches Afrika Korps
  - 15. Panzer-Division
  - 21. Panzer-Division
- 90. Leichte-Division
- 164. Infanterie-Division
- Fallschirmjäger-Brigade Ramcke
- X. italienisches Armeekorps (Italie)
  - Infanterie-Division Brescia
  - Infanterie-Division Pavia
- XX. italienisches Armeekorps (mot) (Italie)
  - Panzer-Division Ariete
  - Panzer-Division Littorio
  - Motorisierte Division Trieste
  - Fallschirmjäger-Division Folgore
- XXI. italienisches Armeekorps (Italie)
  - Infanterie-Division Trento
  - Infanterie-Division Bologna
- Brigade Stab zbv (mot) 15
- Kampfstaffel (mot)
- Armee-Kartenstelle (mot) 575
- Stab Kommandeur der Luftwaffe Libyen
- Sonderverband (mot) 288
- Aufkl.Staffel 2 / 14. Panzer DIvision
- Panzerjäger Abteilung (mot) 605
- Artilleriekommando 104
  - Stab Artillerie-Regiment 221
  - Stab Schwereste Artillerie-Abteilung 408
    - 2. u. 3. Batterie
    - 5. / Artillerie-Regiment 115
    - Artillerie-Abteilung 364

  - Stab Schwereste Artillerie-Abteilung 528
    - 2. u. 3 Batterie

  - Artillerie-Batterie 362
  - Artillerie-Batterie 533
  - Artillerie-Batterie 902
  - Stab I./Artillerie-Regiment 115
    - 4. / Artillerie-Regiment 115
    - 6. / Artillerie-Regiment 115
    - 4. / Artillerie-Küstenartillerie-Batterie 149
- Artillerie-Vermessungs-Trupp (mot) 721-730
- Beobachtungs-Abteilung (mot) 11
  - Stabs-Batterie
  - Schallmess-Batterie
  - Lichtmess-Batterie
- Flak-Abteilung (mot) 606
- Flak-Abteilung (mot) 612
- Flak-Abteilung (mot) 617
- Flak-Regiment (mot) 135 (Luftwaffe)
- Heeres-Bau-Dieststelle (mot) 73
- Bau-Bataillon 85
- 1. / Landesschützen-Bataillon 278
- Nachrichten-Regiment (mot) 10
- Kurierstaffel (Luftwaffe)
- V. Heeres-Funkstelle
- VI. Heeres-Funkstelle
- XIII. Heeres-Funkstelle
- Heeres-Funkstelle Tripolis
- Funk-Trupp zbV Afrika
- Nachrichten-Zug 937
- Nachschub-Regiment 585
- Stab Nachschub-Bataillon (mot) 619
- Entlade-Stab zbv (mot) 681
- Stab Nachschub-Bataillon zbV (mot) 792
- Stab Nachschub-Bataillon zbV (mot) 798
- Nachschub.Bataillon (mot) 148 (Italian)
- Nachschub.Bataillon (mot) 149 (Italian)
- Nachschub.Bataillon (mot) 529
- Nachschub.Bataillon (mot) 532
- Nachschub.Bataillon (mot) 533
- Nachschub.Bataillon (mot) 902
- Nachschub.Bataillon (mot) 909
- Kraftfahrzeuginstandsetzungs-Abteilung (mot) 548
  - Panzer-Berge-Zug (mot)
  - Reifenstaffel (mot) 13
  - Reifen- und Ersatzteillager (mot) 548
  - Reifeninstandsetzungsstaffel (mot) 573
  - Kraftwagenwerkstatt-Zug (mot) 434
  - Volkswagen Kraftwagenwerkstatt-Zug (mot)
  - Bosch-Kraftwagenwerkstatt-Zug (mot)
- Munitionsverwaltungs-Zug (mot) 542-547
- Betriesstoffuntersuchungs-Trupp (mot) 12
- Heeres-Betriebsstoffverwaltungs-Zug (mot) 5
- Betriebsstoffverwalungs-Zug (mot) 979-981
- Geräte-Verwaltungsdienste (mot)
- Heeres-Kraftfahr-Park 560
- Heeres-Kraftfahr-Park 566
- Feldzeugdienst-Zug (mot) 1-3
- 1. / Bäckerei-Kompanie (mot) 554
- Schlächterei-Komapnie (mot) 445
- Verpflegungsamt (mot) 317
- Verpflegungsamt (mot) 445
- Verpflegungsamt Afrika (mot)
- Stab Kdt V.A. 556
- 2. / Sanitätskompanie (mot) 592
- 1. / Krakentransport-Kompanie (mot) 705
- Tripolis Kriegslazarett (mot)
- 5. / Kriegslazarett (mot) 542
- Kriegslazarett (mot) 667
- Leichtkrankenkriegslazarett (mot)
- Sanitätspark (mot) 531
- Geheime Feldpolizei (mot)
- Haupt-Streifendienst (mot)
- Feldgendarmerie-Trupp (mot)
- Wach-Bataillon Afrika
- Ortskommandant Misurata 615
- Ortskommandant Barce 619
- Ortskommandant Tripolis 958
- Ortskommandant Benghazi 959
- Ortskommandant Derna
- Tripolis-Lager Kdr
- Kriegsgefangenen-Durchgangslager 782
- 13. / Lehr-Regiment Brangenburg
- Feldpostamt zbV (mot) 659
- Feldpostamt zbV (mot) 792
- Feldpostamt zbV für die Luftwaffe (mot)
- Feldpostamt zbV anstelle Armee-Briefstelle (mot)